# 9171 Carolyndiane
9171 Carolyndiane eller 1989 GD5 är en asteroid i huvudbältet som upptäcktes den 4 april 1989 av den belgiske astronomen Eric W. Elst vid La Silla-observatoriet. Den är uppkallad efter den nyzeeländska amatörastronomen Albert Jones fru, Carolyn Diane Young.
Asteroiden har en diameter på ungefär 7 kilometer och den tillhör asteroidgruppen Maria.